# Ucrânia Ocidental
Ucrânia Ocidental ou Ucrânia do Oeste (em ucraniano:  Західна Україна) é um termo geográfico e histórico relativo usado em referência aos territórios ocidentais da Ucrânia. Inclui várias sub-regiões, tais como Transcarpácia, Galícia incluindo Pocútia, Volínia central, Bucovina do norte e Podólia ocidental. Menos frequentemente inclui territórios de Volínia oriental, Podólia, e uma pequena porção da Bessarábia do norte.
As cidades importantes incluem Buchach, Chernivtsi, Drohobych, Aliche, Ivano-Frankivsk, Khotyn, Lutsk, Lviv, Mukacheve, Rivne, Ternopil e Uzhhorod. A Ucrânia Ocidental não é uma categoria administrativa dentro do país: é definida principalmente no contexto da história européia referente às guerras do século XX e ao período subsequente das anexações. As fronteiras atuais da administração do oblast são quase perfeitamente alinhadas com as divisões administrativas da Segunda República Polonesa antes da invasão da Polônia pela União Soviética em 1939. No início da Segunda Guerra Mundial a região foi incorporada pela República Socialista Soviética da Ucrânia (УРСР), na sequência de simulações de eleições que produziram o consentimento público para a transferência de terras da Polônia ocupada para a União Soviética a partir de 22 de outubro de 1939. Seu histórico faz com que a Ucrânia Ocidental seja única e diferente do resto do país, e contribui para seu caráter distintivo de hoje.